# David Schneider (Anthropologe)
David Murray Schneider (* 11. November 1918 in Brooklyn, NY; † 30. Oktober 1995 in Santa Cruz, CA) war ein US-amerikanischer Anthropologe.
Schneider lehrte unter anderem an der University of California, Berkeley. Von 1960 bis 1985 war er Professor für Anthropologie an der University of Chicago. Er war einer der Hauptfiguren in der Entwicklung der amerikanischen „symbolischen Anthropologie“. In seinen bekanntesten Werken beschäftigt er sich mit Verwandtschaftssystemen. 1970 wurde er in die American Academy of Arts and Sciences gewählt.

## Werke (Auswahl)
- A Critique of the Study of Kinship. University of Michigan Press, Ann Arbor (MI), 1984, ISBN 0-472-08051-2
- Mit Raymond T. Smith: Class differences and sex roles in American kinship and family structure. Prentice-Hall, Englewood Cliffs (NJ), 1973, ISBN 0-13-135046-3.
- American Kinship: A Cultural Account. Prentice-Hall, Englewood Cliffs (NJ), 1968
- Als Herausgeber zusammen mit Kathleen Gough: Matrilineal Kinship. University of California Press, Berkeley (CA), 1961